# 新川直司
新川直司，日本漫畫家。
出道作為《時間停止的校舍》，其作品《四月是你的謊言》得到第37回講談社漫画賞少年部門的獎項。

## 作品

### 漫畫
- 時間停止的校舍（冷たい校舎の時は止まる）（原作：辻村深月，2007－2009年連載於《月刊少年Magazine》，全4冊）出道作[2]。
- 再見足球（さよならフットボール）（2009－2010年連載於《Magazine E-no》，全2冊）
- 四月是你的謊言（四月は君の嘘）（2010－2015年連載於《月刊少年Magazine》，全11冊）
- 再見了，我的克拉默（さよなら私のクラマー）（2016[3]－2020年[4]連載於《月刊少年Magazine》連載，全14冊）
- 雅忒懷特之爭（アトワイトゲーム）（2022年44號[5]－2023年19號[6]連載於《週刊少年Magazine》，全3冊）
- 棋盤上的獵戶座（座盤上のオリオン）（『週刊少年マガジン』、2024年6號- 連載中）

### 其他
- 超自然9人組：動畫版第5話END CARD